# Avène (rivière du Gard)
L'Avène est une rivière du nord du Gard, longue de 29,71 kilomètres.

## Géographie
L'Avène prend sa source à Laval-Pradel et se jette dans le Gardon d'Alès à Vézénobres.

### Communes traversées
L'Avène traverse les communes suivantes, toutes situées dans le département du Gard :
- Laval-Pradel
- Saint-Florent-sur-Auzonnet
- Rousson
- Salindres
- Saint-Privat-des-Vieux
- Alès (marque une frontière avec Saint-Hilaire-de-Brethmas)
- Saint-Hilaire-de-Brethmas
- Vézénobres

## Pollution
Elle subit une pollution record  de PFAS au niveau de la commune de Salindres, où est installée une usine chimique du groupe Solvay.
Le TFA atteint 7,6 millions de ng/l dans le rejet de la plate-forme de l’usine du groupe Solvey ce qui un taux énorme, à la limite du mesurable (les concentrations de PFAS se mesurent en nanogrammes par litre). 
Toutefois ces substances ne font pour l’instant l’objet d’aucune réglementation française ou européenne malgré leur toxicité reconnue.
À Moussac et à Boucoiran-et-Nozières, les concentrations de TFA atteignent 18 000 et 19 000 ng/l dans l’eau du robinet. Les Pays-Bas ont limité le taux en avril 2023 et ont fixé une valeur limite indicative pour l’eau potable à 2 200 ng/l, si et seulement si aucun autre PFAS n’est présent.

## Affluent
L'Avène n'a qu'un seul affluent important : l'Arias.

## Crues
La rivière entre en crue fréquemment, lors des épisodes cévenols, sortant parfois de son lit. En 2021, la commune de Salindres a installé une caméra sur le cours d'eau après une crue due à une pluie intense.[réf. nécessaire]

## Pour approfondir